# Syssphinx heiligbrodti
Syssphinx heiligbrodti is een vlinder uit de familie nachtpauwogen (Saturniidae), onderfamilie Ceratocampinae.
De wetenschappelijke naam van de soort is voor het eerst geldig gepubliceerd door Harvey in 1877.